# Андре Лесоваж
Андре Лесоваж (фр. André Lesauvage, 25 грудня 1890 — 29 травня 1971) — французький яхтсмен.
Олімпійський чемпіон 1928 року в класі 8 метрів.